# Wien2k
WIEN2k – program komputerowy napisany w Fortranie przeznaczony do obliczeń struktury elektronowej ciała stałego. WIEN2k jest implementacją
teorii funkcjonału gęstości bazującą na metodzie FP-(L)APW+lo (the full-potential (linearized) augmented plane wave and local-orbitals).
Program jest rozwijany w grupie prof. K. Schwarza i prof. P. Blahy z Institut für Materialchemie, Technische Universität Wien od początku lat 90. XX w. Pierwsza publicznie udostępniona wersja, pod nazwą WIEN ukazała się w 1990. W następnych latach udostępnione zostały wersje WIEN93, WIEN97 i WIEN2k. Program jest w dalszym ciągu intensywnie rozwijany pod stała nazwą WIEN2k.